# سيباستيان غونزاليس (لاعب كرة قدم أرجنتيني)
سباستيان غونزاليس (بالإسبانية: Sebastián González)‏ (4 مارس 1992 بلوماس دي ثامورا في الأرجنتين - ) هو لاعب كرة قدم أرجنتيني في مركز الوسط. لعب مع إيفرتون دي فينا ديل مار.

## وصلات خارجية
- سباستيان غونزاليس على موقع قاعدة بيانات كرة القدم.إي يو (الإنجليزية)
- سباستيان غونزاليس على موقع Soccerway.com (الإنجليزية)